# Johann Jakob Schütz
Pour les articles homonymes, voir Schütz.
Johann Jacob Schütz est un juriste allemand et poète luthérien né le 7 septembre 1640 à Francfort-sur-le-Main et mort dans la même ville le 22 mai 1690.
 (février 2025).

## Biographie
Il est le fils de Jacob Schütz (1587–1654), juriste et avocat à Francfort. Johann Jakob fait ses premières armes scolaires dans sa ville natale et poursuit sa formation en droit de 1659 à 1665 à Tübingen avec un éminent professeur en la matière : Wolfgang Adam Lauterbach. Il conclut cette formation avec une thèse obtenue en 1665, De falso Procuratore (le faux procureur). Johann Jakob Schütz se prend alors d'amitié en 1666 avec le prédicateur Philipp Jakob Spener qui aura une forte influence sur lui. À partir de 1676, il délaisse de plus en plus son métier de juriste pour se consacrer à la piété luthérienne sous l'influence de Johanna Eleonora von Merleau (de), une théologienne particulièrement radicale. Son héritage familial lui permet même de s'abstenir d'exercer sa profession. En 1677, un sermon du quaker William Penn le convainc d'aider celui-ci dans son désir de s'installer dans le Nouveau Monde. Il aide notamment juridiquement celui-ci dans son acquisition de 25000 ha dans ce qui sera la Pennsylvanie. Les autorités de Francfort considèrent dorénavant Schütz avec beaucoup de mansuétude car elles craignent de le voir aider au départ de familles fortunées vers l'Amérique. Il se maria et eu quatre filles.
Il semble avoir été un juriste de renom et un défenseur zélé de la Réforme bien qu'il s'en soit détaché à partir de 1685.
Johann Sebastian Bach reprit ses textes dans sa cantate BWV 117 et son choral BWV 251.